# Леклюиз, Ги
Ги Леклюи́з (фр. Guy Lecluyse) (род. 2 июня 1962, Ментона) — французский комедийный актёр и юморист.
Способен издавать звук, похожий на далёкое лаяние собаки.

## Фильмография
- 2002 — Гангстеры / Gangsters
- 2003 — Ключи от машины / Les Clefs de bagnole
- 2005 — Набережная Орфевр, 36 / 36 Quai des Orfèvres
- 2007 — 0496241 / Chrysalis
- 2008 — Однажды в Марселе / MR 73
- 2008 — Бобро поржаловать / Bienvenue chez les Ch’tis
- 2009 — Сафари / Safari
- 2011 — Таможня даёт добро / Rien à déclarer
- 2011 — 100 миллионов евро / Les Tuche
- 2014 — Любовь от всех болезней[фр.] / Supercondriaque
- 2018 — От семьи не убежишь / La ch’tite famille